# Lanhausen
Lanhausen (niederdeutsch Lanhusen) ist eine Ortschaft in der Einheitsgemeinde Loxstedt im niedersächsischen Landkreis Cuxhaven.

## Geografie

### Lage
Das an der Lune gelegene Dorf befindet sich südlich von Bremerhaven an der Landesstraße 121. Lanhausens Ortsteil Welle befindet sich an der ehemaligen Bundesstraße 6 südöstlich der Kernortschaft.

### Ortsgliederung
- Lanhausen (Hauptort)
- Welle

### Nachbarorte
|         | Stadt Bremerhaven (Freie Hansestadt Bremen) |                    |
| Fleeste | Kompassrose, die auf Nachbargemeinden zeigt | Ortschaft Loxstedt |
|         | Nesse                                       |                    |

(Quelle:)

## Geschichte
Lanhausen gehörte historisch zum Kirchspiel Stotel und zu den Ämtern Stotel, Stotel-Vieland beziehungsweise Lehe sowie später zu den Landkreisen Geestemünde und Wesermünde. Während der Franzosenzeit war der Ort für drei Jahre der Kommune Stotel zugeteilt. 1840 wurde der Ort zur Landgemeinde. Die Gemarkung Lanhausen wurde 1876 gebildet. Welle hingegen gehörte ursprünglich zum Kirchspiel Wulsdorf, war aber ansonsten den gleichen Ämtern wie Lanhausen zugehörig. Der Ort wurde im Jahr 1840 ebenfalls eine Landgemeinde. Die gleichnamige Gemarkung hatte von 1876 bis 1929 bestand.

### Eingemeindungen
Die Gemeinde und Gemarkung Welle wurden am 1. August 1929 in Lanhausen eingegliedert.
Im Zuge der Gebietsreform in Niedersachsen, die am 1. März 1974 stattfand, wurde die zuvor selbständige Gemeinde Lanhausen in die Einheitsgemeinde Loxstedt eingemeindet.

### Einwohnerentwicklung
| Jahr | Einwohner | Quelle |
| ---- | --------- | ------ |
| 1910 | 0140 ¹    | [ 5 ]  |
| 1925 | 0119 ²    | [ 6 ]  |
| 1933 | 143       | [ 6 ]  |
| 1939 | 186       | [ 6 ]  |
| 1950 | 283       | [ 7 ]  |

| Jahr | Einwohner | Quelle |
| ---- | --------- | ------ |
| 1956 | 219       | [ 7 ]  |
| 1973 | 236       | [ 1 ]  |
| 2010 | 239       | [ 8 ]  |
| 2015 | 261       | [ 9 ]  |
| 2019 | 263       | [ 2 ]  |

¹ das 1929 eingemeindete Welle (= 42 Einwohner) mit einberechnet

² das 1929 eingemeindete Welle (= ohne Einwohnerangabe) mit einberechnet
|  |

## Politik

### Gemeinderat und Bürgermeister
Auf kommunaler Ebene wird die Ortschaft Lanhausen vom Loxstedter Gemeinderat vertreten.

### Ortsvorsteher
Der Ortsvorsteher von Lanhausen ist Christian Weiland-Eylers. Die Amtszeit läuft von 2021 bis 2026.

### Wappen
Der Entwurf des Kommunalwappens von Lanhausen stammt von dem Heraldiker und Wappenmaler Albert de Badrihaye, der zahlreiche Wappen im Landkreis Cuxhaven erschaffen hat.
| Wappen von Lanhausen | Blasonierung: „In Grün über silbernen Wellen ein springendes silbernes Pferd über einem goldenen Kleeblatt.“                                            |
| Wappen von Lanhausen | Wappenbegründung: Das Pferd und das Kleeblatt erinnern an die Pferdezucht in der Gemeinde. Die Wellen weisen auf die Lage der Gemeinde an der Lune hin. |